# Paradroid 90
Paradroid 90 is een videospel voor de platforms Commodore Amiga. Het spel werd uitgebracht in 1990. Het spel is een remake van Paradroid, dat in 1985 uitkwam voor de Commodore 64. 

## Platforms
| Jaar | Platform        |
| ---- | --------------- |
| 1990 | Amiga, Atari ST |
| 1993 | Acorn 32-bit    |

## Ontvangst
| Beoordeeld door                | Platform | Datum          | Score |
| ------------------------------ | -------- | -------------- | ----- |
| Computer and Video Games (CVG) | Atari ST | december 1990  | 93%   |
| Zzap!                          | Amiga    | september 1990 | 90%   |
| Power Play                     | Amiga    | december 1990  | 84%   |
| Power Play                     | Atari ST | december 1990  | 83%   |
| ST Format                      | Atari ST | december 1990  | 78%   |
| Amiga Joker                    | Amiga    | november 1990  | 62%   |